# Czeskie Budziejowice 7
Czeskie Budziejowice 7 (czeski: České Budějovice 7) – część gminy i obszaru katastralnego w Czeskich Budziejowicach. Zajmuje powierzchnię 4,54 km². Na zachodzie graniczy z Wełtawą, na północy z zabytkowym centrum miasta, na wschodzie z rzeką Malše, a na południu z gminami Roudné i Včelná.